# Eburia sordida
Eburia sordida là một loài bọ cánh cứng trong họ Cerambycidae.